# (5451) Plato
(5451) Plato (4598 P-L) – planetoida z pasa głównego asteroid okrążająca Słońce w ciągu 4,03 lat w średniej odległości 2,53 j.a. Odkryta 24 września 1960 roku.